# مبارك مصطفى
مبارك مصطفى، لاعب كرة قدم قطري سابق.وأشهر ألقابه السنياري.من مواليد 1971م.
يعتبر مبارك مصطفي أحد أكثر اللاعبين القطريين والخليجيين والعرب شعبية وجماهيرية، واكتسب شهرته من مهارته غير العادية التي جعلته واحداً من العلامات المضيئة في الكرة القطرية بشكل عام والعرباوية بشكل خاص.
يمثل السنياري حقبة ذهبية للكرة العرباوية خاصة والقطرية عامة وهو صاحب الفضل مع زملائه في التسعينات في تحقيق العربي معظم بطولاته حتى استحق في تلك الآونة لقب «فريق الأحلام» للأداء الراقي والمتعة التي كان يقدمها والتي وصلت إلى قمتها بالفوز التاريخي على فريق الغرافة (الاتحاد سابقا) 9- صفر عام 1994.

## بدايته
كانت بداياته في مجال أم الألعاب في لعبة الـ400 متر لما يتمتع به من سرعة فائقة مكنتة بعد تحويل وجهتة لكرة القدم من التفوق بالكرة على خصومه وفي سنة 1985 تحول إلى لاعب كرة قدم في فريق النادي العربي للبراعم وتدرج حتى أصبح لاعبا في الفريق الأول سنة 1990 وكان عمرة 19 سنة فقط ولكن كلاعب مدافع في مركز الظهير الأيمن قبل تحوله إلى مركز الجناح ومن ثم المهاجم ليصبح أحد أفضل الهدافين في التاريخ العربي

## أخلاقة العالية
علاوة على مهارته العالية فالملعب فإنه يعتبر من أقل لاعبي العالم حصولا على البطاقات الملونة حيث أنه لم يحصل إلا على كارت أحمر واحد فقط طوال مسيرتة الكروية وكان بالخطأ من الحكم الذي اعتذر للاعب بعد المباراة وهذا ما يدل على الأخلاق العالية التي يتمتع بها السنياري وتميزة عن الكثير غيره من اللاعبين واستحق السنياري على روحة الرياضية فالملعب التكريم من اللجنة الأولمبية الدولية بتسليمة درع اللجة الأولمبية الدولية للعب النظيف سنة 2005 وهذا مايعتبر فخر للرياضة القطرية

## إنجازاته مع المنتخب
1. المركز الثاني في بطولة كأس أمم آسيا للناشئين سنة 86
2. الوصول لكأس العالم للناشئين سنة 87 في كندا والوصول للدور الربع النهائي
3. التأهل إلى أولمبياد برشلونه سنة 92
4. الوصول إلى الدور ربع النهائي في أولمبياد برشلونة سنة 92 ولعل من بين أبرز ما حققه السنياري في تلك الدورة ذلك الهدف الثمين الذي هز به شباك مرمى المنتخب المصري ليقود العنابي يومها إلى ذلك الفوز الذي مهد الطريق لبلوغ الدور الثاني لأول مرة في تاريخ الكرة القطرية.
5. التأهل إلى دورة الألعاب الآسيوية (آسياد هيروشيما)سنة 94
6. الفوز بكأس الخليج (خليجي 11) سنة 92 بالدوحة
7. المركز الثاني في بطولة (كأس العرب) سنة 98 بالدوحة
8. الفوز بكأس الخليج (خليجي 17) سنة 2004 بالدوحة
9. وصيف بطولة كأس الخليج (خليجي 13) سنة 96 بمسقط

### مشاركاته في كأس الخليج

#### خليجي 11 بالدوحة سنة 1992
فاز باللقب مع المنتخب القطري واختير هدافا للبطولة برصيد 3 أهداف وأفضل لاعب بالبطولة

#### خليجي 12 بأبوظبي سنة 1994
نظرا للإصابة لعب المباراة الثالثة والوحيدة التي فاز فيها العنابي وصنع هدفين ضد المنتخب العماني وبعدها لعب مباراة السعودية وصنع الهدف للاعب محمود صوفي قبل أن تعاوده الإصابة ثانية ويغادر البطولة ويقلب السعودي النتيجة ليخسر العنابي

#### خليجي 13 بمسقط سنة 1996
لعب المباراة الثانية ضد السعودية 2-2 وصنع الهدف الأول احمد ال شافي ولعب المباراة الثالثة ضد عمان وصنع هدفين للعنزي وصوفي ولعب مباراة البحرين ليتعرض لإصابة غادر على اثرها البطولة

#### خليجي 14 بالمنامة سنة 1998
سجل هدفا واحد ضد الكويت

#### خليجي 15 بالرياض سنة 2002
لم يشارك للإصابة

#### خليجي 16 بالكويت سنة 2003
سجل هدف وصنع هدف لمشعل عبد الله في مباراة اليمن وسجل هدف على الكويت ونال جائزة اللاعب المثالي

#### خليجي 17 بالدوحة سنة 2004
فاز باللقب مع المنتخب القطري وحمل الكأس بصفتة كابتن للفريق القطري

## إنجازاته مع الأندية
واستمرت أيامه الجميلة التي تخللت بالكثير من الإنجازات مع النادي العربي لمدة 13 سنة حتى انتقل بعدها سنة 2003 لنادي الخور، ولم يكتفي السنياري عند ذلك الحد من الإنجازات بل حقق مع نادي الخور بطولتة الأولى والوحيدة إلى الآن متمثلة في بطولة كأس ولي العهد سنة 2005، وبعد سنة حل السنياري في نادي الغرافة ولعب معه لموسم واحد وبدأه ببطولة كأس الشيخ جاسم قبل أن يعلن اعتزالة بعد انتهاء موسم 2006-2007 وكان يبلغ من العمر 36 سنة، لينهى السنياري حياتة مع الكرة كلاعب فقط حيث أنه إتجة للعمل الإداري ولكن مع البيت الأول (النادي العربي) كمدير لفريق الكرة الأول بالنادي وبعد موسم عين كرئيس لجهاز الكرة حتى اليوم.
1. بطل الدوري العام موسم 90-91 مع العربي
2. بطل الدوري العام موسم 92-93 مع العربي
3. بطل الدوري العام موسم 93-94 مع العربي
4. بطل الدوري العام موسم 95-96 مع العربي
5. بطل الدوري العام موسم 96-97 مع العربي
6. بطل كأس الأمير سنة 89 مع العربي
7. بطل كأس الأمير سنة 90 مع العربي
8. بطل كأس الأمير سنة 93 مع العربي
9. بطل كأس ولي العهد سنة 97 مع العربي
10. بطل كأس الشيخ جاسم سنة 92 مع العربي
11. بطل كأس الشيخ جاسم سنة 94 مع العربي
12. بطل كأس ولي العهد سنة 2005 مع الخور
13. بطل كأس الشيخ جاسم سنة 2005 مع الغرافة
14. وصيف بطولة الدوري موسم 94-95 مع العربي
15. وصيف بطولة الدوري موسم 97-98 مع العربي
16. وصيف بطولة الدوري موسم 00-01 مع العربي
17. وصيف بطولة الدوري موسم 06-07 مع الغرافة
18. وصيف بطولة كأس ولي العهد سنة 95 مع العربي
19. وصيف بطولة كأس ولي العهد سنة 98 مع العربي
20. وصيف بطولة كأس ولي العهد سنة 2001 مع العربي
21. وصيف بطولة كأس ولي العهد سنة 2007 مع الغرافة
22. وصيف بطولة كأس الأمير سنة 1994 مع العربي
23. وصيف بطولة كأس الأمير سنة 2006 مع الغرافة
24. وصيف بطولة دوري أبطال العرب سنة 1994 مع العربي
25. وصيف بطولة دوري أبطال آسيا موسم 95-96 مع العربي
26. وصيف بطولة كأس أمير دولة الكويت سنة 98 مع العربي الكويتي
المباراة الوحيدة لمبارك مصطفى مع نادي غير قطري حيث لعب إعارة مع النادي العربي في هذي المباراة النهائية التي انتهت بفوز نادي القادسية وبالهدف الذهبي 3-2 بعد تعادلهما في الوقت الأصلي للمباراة 2-2 وكان مبارك مصطفى قد صنع الهدف الأول لمالك القلاف وأحرز الهدف الثاني من انفرادة ونال على جائزة أفضل لاعب فالمباراة

## إنجازاته الشخصية
1. هداف بطولة كأس الخليج (خليجي 11) بالدوحة سنة 1992 برصيد 3 أهداف وهو الذي لعب 4 أشواط متفرقة فقط في هذه البطولة
2. أفضل لاعب في كأس الخليج (خليجي 11) بالدوحة سنة 1992 ولم يتعدى عمره ال 20 سنة فقط
3. هداف الدوري القطري لموسم 91-92 برصيد 12 هدف
4. هداف الدوري القطري لموسم 92-93 برصيد 9 أهداف
5. هداف الدوري القطري لموسم 96-97 برصيد 11 هدف
6. ساهم في حصول النيجيري أبوكيري على لقب هداف الدوري القطري لموسم 95-96 بفضل 12 تمريرة حاسمة للهداف الذي أنهى الموسم برصيد 16 هدفا وحصل على جائزة الحذاء الذهبي العربي كهدافا للدوريات العربية
7. ساهم في حصول البرازيلي مينديز على لقب هداف الدوري القطري لموسم 97-98 بفضل 14 تمريرة حاسمة للهداف الذي أنهى الموسم برصيد 17 هدفا
8. الحذاء الذهبي للاعبين العرب التي تمنحها مجلة الحدث اللبناني سنويا كهداف للدوريات العربية لموسم 92-93
9. الكرة الذهبية للاعبين العرب كأفضل لاعب عربي سنة 1992
10. الكرة الذهبية للاعبين العربي كأفضل لاعب عربي سنة 1998
11. أفضل لاعب في بطولة كأس أمير دولة الكويت سنة 1998
12. أكثر لاعب حصولا على جائزة (أفضل لاعب في المباراة) في تاريخ الدوري القطري
13. حصوله على جائزة اللعب النظيف العالمية من اللجنة الأولمبية الدولية سنة 2005 ويعتبر اللاعب الخليجي الوحيد الذي يحملها
14. جائزة اللاعب المثالي والقدوة الحسنة في كأس الخليج (خليجي 16) بالكويت سنة 2003
15. اللاعب الوحيد الذي جمع بين الكرة والحذاء الذهبيان في موسم 93 كأفضل لاعب وأفضل هداف فالوطن العربي

## قالوا عنه
1. المدرب البرازيلي زوماريو : يستحق أفضل لاعب آسيوي فالعقد الأخير من القرن العشرين
2. المدرب الداهية إفرستو : أفضل لاعب دربتة على الإطلاق
3. المهاجم الأرجنتيني باتيستوتا : تمنيت لو انه لعب بجواري في فيورنتينا
4. الشيخ أحمد الفهد رئيس اللجنة الأولمبية الآسيوية : اللاعب الوحيد اللي تمنيت انه ايكون ضمن العصر الذهبي للأزرق ولا غيره
5. المدرب البرازيلي زاغالو : لكل زمان سلطان وأنت سلطان هذا الزمان
6. المدرب الفرنسي إكسبيريا : لاعب يساوي بطولة.. أعطوني السنياري أضمن لكم بطولة... وبالفعل جاء السنياري وحقق البطولة التاريخية الوحيدة للخور فصدق إكسبيريا
7. عبد الرحمن بن سعود الرئيس السسابق لنادي النصر : خير من يمكن أن ينسي جمهور النصر ماجد عبد الله
8. المعلق القطري الكبير يوسف سيف : والله والله والله أحسن لاعب
9. المعلق واللاعب السابق الكويتي حمد بو حمد : يقدم في مباراة واحدة ما لا يقدمه أي لاعب في موسم بأكمله

## روابط خارجية
- مبارك مصطفى على موقع الاتحاد الدولي (مؤرشف)  (الإنجليزية)
- مبارك مصطفى على موقع قاعدة بيانات كرة القدم.إي يو (الإنجليزية)
- مبارك مصطفى على موقع ناشيونال فوتبول تيمز (الإنجليزية)
- مبارك مصطفى على موقع كووورة
- مبارك مصطفى على موقع أوليمبيديا (الإنجليزية)